# Puebla de Segur
Puebla de Segur o Pobla de Segur (en catalán y oficialmente, La Pobla de Segur) es un municipio y localidad española de la provincia de Lérida, en la comunidad autónoma de Cataluña. Se ubica en el centro de la comarca del Pallars Jussá. La población está dividida por el río Flamisell en sus dos núcleos más importantes. A la entrada por la carretera comarcal C-13 que viene de Tremp existe, a la izquierda, un polígono industrial y de servicios.
La Puebla de Segur es la segunda población en importancia de la comarca. Su riqueza y estilo de vida se basa en el comercio, los servicios, la industria, la agricultura y la ganadería, dentro del mundo rural en que se ubica. Tiene un clima variable a lo largo del año dada su ubicación en el Prepirineo.
El término municipal incluye además los pueblos de Monsó, Puimanyons y San Juan de Viñafrescal y el despoblado de Gramuntill.

## Toponimia
La primera parte, Pobla, remite a una población nueva, levantada a partir de una repoblación mediante una carta puebla por la que se concedían una serie de privilegios a quienes repoblasen cierto territorio, que por diversas causas (conquista, despoblación, etc.) interesase repoblar.
La segunda parte del topónimo, Segur, que según Joan Corominas debería tener la grafía Segú, procede, según el mismo Corominas, del topónimo céltico Segodunum que se aplicó a toda la zona donde hoy se ubica el término de Puebla de Segur.
Uno de los documentos más antiguos, de 976 o 978, documenta la spelunca de Sequni.

## Geografía
Ubicación

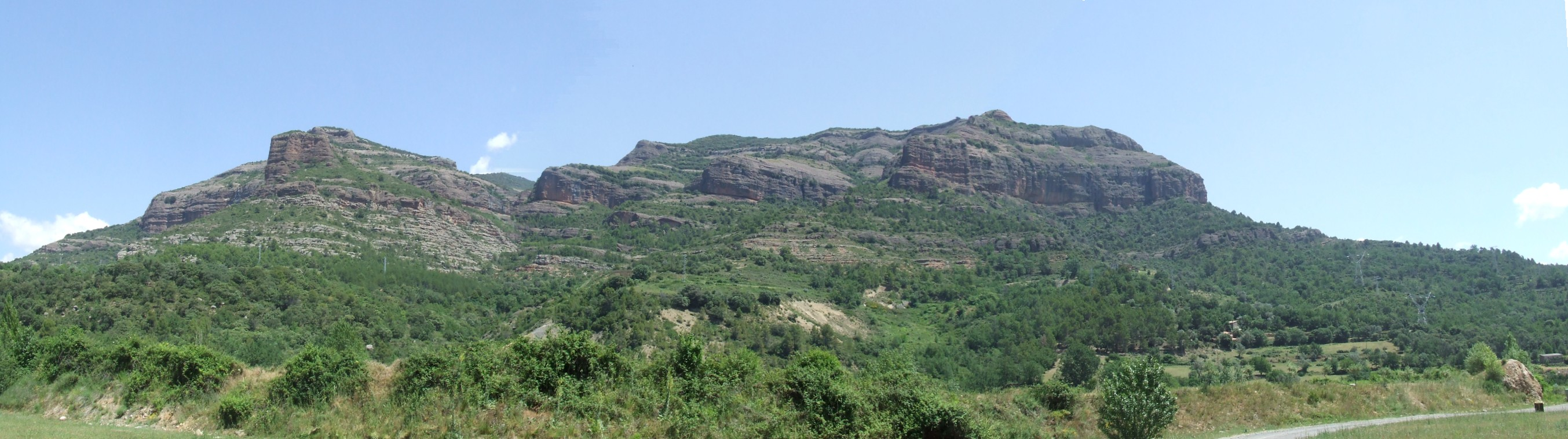
Peñas de Sant Aventí, ubicadas al norte del término municipal.

La localidad capital del municipio está situada a una altitud de 526 m sobre el nivel del mar.
| Noroeste: Senterada         | Norte: Bajo Pallars    | Noreste: Bajo Pallars  |
| Oeste: Conca de Dalt        |                        | Este: Conca de Dalt    |
| Suroeste: Salás del Pallars | Sur: Salás del Pallars | Sureste: Conca de Dalt |

## Historia
A mediados del siglo XIX se anexionó los pueblos de Monsó, San Juan de Viñafrescal y Puimanyons.

## Demografía
Cuenta con una población de 3015 habitantes (INE 2024).
| Gráfica de evolución demográfica de Puebla de Segur entre 1842 y 2021 |
| |
| Población de derecho según los censos de población del INE Población de hecho según los censos de población del INEEn estos censos se denominaba Pobla de Segur: 1842, 1857, 1860, 1877, 1887, 1897, 1900, 1910, 1920, 1930, 1940, 1950, 1960, 1970 y 1981 Entre el censo de 1857 y el anterior, crece el término del municipio porque incorpora a 255267 (Monsó), 255326 (San Juan de Vinyafrescal), 255299 (Puigmanyons) |

## Comunicaciones
- Estación de tren
- Estación de autobús
- Carretera N-260.
- Carretera C-13.
- Helisuperficie.

El término municipal lo cruzan, básicamente, tres carreteras que forman una especie de "y griega" que, entrando por el sur, salen por el noreste y por el noroeste. Además hay otra carretera que corre paralela a una de la anteriores.
Por una parte está la carretera C-13 (Lérida-Esterri de Aneu) que, viniendo de Tremp, Talarn y Salás de Pallars entra en el término por su extremo meridional, hacia el este de San Juan de Viñafrescal. Llega a la villa de Puebla de Segur cerca de lugar donde confluyen las aguas del río Flamisell y del Noguera Pallaresa, atraviesa la villa de sur a norte y sale hacia el noreste, paralela al Noguera Pallaresa, hasta salir del término municipal por Collegats, en dirección a Sort y a Esterri de Aneu.
También atraviesa el término en dirección noreste-noroeste, pasando por el centro, la carretera N-260, que comunica las poblaciones de Portbou y Sabiñánigo. Entre Sort y Puebla de Segur, comparte trazado con la C-13. Atraviesa todo el casco urbano de esta última población y sale de ella por la orilla derecha del río Flamisell, aguas arriba para dirigirse a Senterada y El Pont de Suert.
Desde la villa, y hacia el noroeste, por la orilla izquierda del Flamisell, discurre la carretera L-522, que lleva a la Conca de Dalt. Es una carretera corta, de 6 km de longitud y fuerte pendiente, que muere en la N-260, en el inicio del desfiladero de Erinyà.
Hay varias pistas asfaltadas. Una de ellas, al sur, lleva al pueblo de San Juan de Viñafrescal. Otra, algo más al norte lleva a la zona industrial y de servicios, antiguo pueblo de Puimanyons. Al noreste hay una pista que lleva a Gramuntill. Al norte hay una pista que da servicio al pueblo de Monsó.
La estación de la Puebla de Segur recibió el primer tren el 13 de noviembre de 1951. Es la estación terminal norte de la línea Lérida-Puebla de Segur, antiguamente gestionada por Renfe y actualmente gestionada por Ferrocarriles de la Generalidad de Cataluña. El servicio ofrecido en la línea es de cuatro circulaciones en cada sentido los días laborables, dos los sábados y tres los domingos. Todos estos servicios unen la villa con Lérida, tardando una hora y unos cuarenta minutos según el servicio, además de con otras estaciones intermedias.
Hay un par de servicios de autobuses, uno procedente de Barcelona y el otro de Lérida.

## Economía
Su riqueza y forma de vida se basa en sus comercios y establecimientos, así como en la industria, la agricultura y la ganadería.

## Alcaldes
- Joaquim Fontelles i Boixareu (1897)
- Evarist Boixereu (1898)
- Josep Rocafort i Borrell (1900)
- Ramir Boixareu (1927)
- Josep Oriol Valls Llesui (1945)
- Josep M. Boixareu Areny (1950-1970)
- Josep Llovera Carrió (1970-1979)
- Jordi Martí i Santamaria (1979-1987)
- Francesc Xavier Bada i Amatller (1987-1991)
- Narcís Balagué i Bosch (1991-2003)
- Francesca Pociello i Oliva (2003-2004)
- Lluís Bellera i Juanmartí (2004-2019)
- Marc Baró (2019-)

## Turismo
Se puede llegar a Puebla de Segur con un tren turístico que une Lérida con la estación de la Puebla de Segur, dotado de locomotoras diésel 10817 y 10820 que arrastran cuatro vagones de época. El trayecto pasa por los embalses de San Lorenzo de Mongay, Camarasa, Cellers y Sant Antoni y se denomina Tren dels Llacs. Este tren turístico sólo circula entre abril y octubre.
Lugares de interés
- Edificios modernistas.
- Monasterio de Sant Pere de les Maleses, de estilo románico.
- Iglesia de Santa María de Montsor
- Iglesia de San Aleix de Montsor
- Iglesia de San Aventí de Montsor
- Iglesia de San Jaime de Gramuntill
- Iglesia de Santa Magdalena de la Pobla de Segur
- Iglesia de San Juan de Viñafrescal
- Iglesia de San Miguel del Pui
- Iglesia de San Cristóbal de Puigmanyons
- Museo de los Garrocheros (Raiers)
- Escultura de Jaume Plensa titulada "La razón"

## Fiestas, ferias y mercados

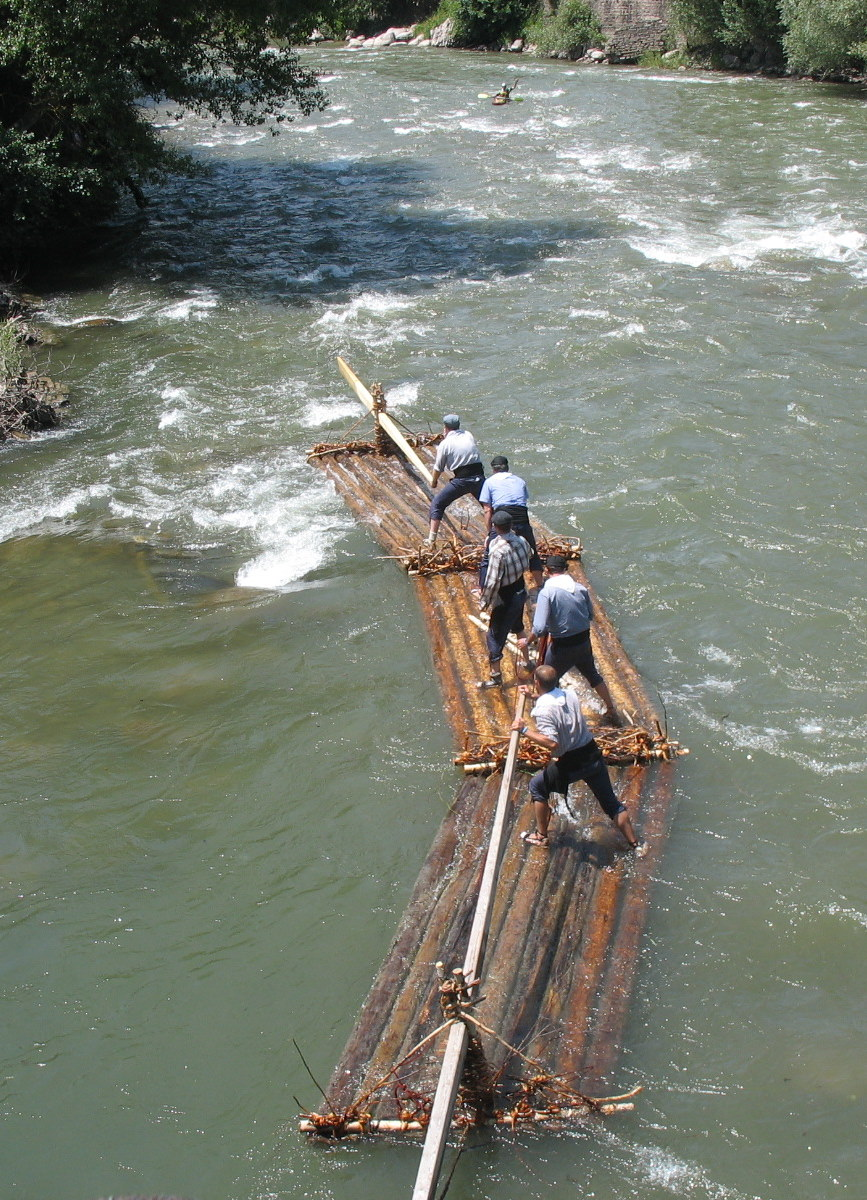
Bajada de raiers por el Noguera Pallaresa (Diada dels raiers, primer domingo de julio).

Su mercado semanal se celebra cada miércoles.
Las fiestas más emblemáticas son: la fiesta de San Miguel, el 8 de mayo, la de la Virgen de Ribera, el 18 de junio. El día 17 de junio se realiza la bajada de Fallas. La fiesta mayor de la población se celebra el cuarto fin de semana de julio. Asimismo, cada primer domingo de julio se celebra la fiesta tradicional de los raiers, cuyo reto es bajar el río Noguera Pallaresa, desde la presa de Llania hasta la pequeña localidad de Pont de Claverol.
| Núcleos de población de Puebla de Segur | Núcleos de población de Puebla de Segur | Núcleos de población de Puebla de Segur | Núcleos de población de Puebla de Segur |
| --------------------------------------- | --------------------------------------- | --------------------------------------- | --------------------------------------- |
| El pueblo de Monsó                      | La villa de Puebla de Segur             | El pueblo de Puimanyons                 | El pueblo de San Juan de Viñafrescal    |
| El pueblo de Monsó                      | La villa de Puebla de Segur             | El pueblo de Puimanyons                 | El pueblo de San Juan de Viñafrescal    |